# ZOIDS黙示録
『ゾイド黙示録』（ゾイドもくしろく）は、1990年12月21日に日本のトミーから発売されたファミリーコンピュータ用戦略シミュレーションゲーム。
同社の玩具であるゾイドを題材にした作品であり、ファミリーコンピュータ用ソフトとしては第3作目となる。共和国軍もしくは暗黒軍のどちらかを選択し、敵旗艦機を倒す事を目的としている。東芝EMIから発売された『ゾイド 中央大陸の戦い』（1987年）および『ゾイド2 ゼネバスの逆襲』（1989年）はロールプレイングゲームであったが、本作はジャンルが異なっている。
2009年にはWiiのバーチャルコンソール対応ソフトとして配信された。

## ゲーム内容
プレイヤーは共和国軍と暗黒軍（ガイロス帝国）のどちらかの司令官を選び、ゲームマップ上のゾイド達を動かしていく。敵旗艦機を倒せば勝利。スタート時に設定で“リアル”と“コウタイ”（交代）の二つを選ぶことができ、前者ではターン制がないまま進行し、後者はターン制となる。全16マップで、1〜15のマップをクリアすると、最終マップ16に行ける。
コウタイを選んだ場合に、1ターンで動かせるユニットは2機だけ（同一ユニットを二回動かすことは可）であり、動かせるのは1マス。戦闘はシューティングアクションで、戦闘制限時間は20秒。
コンピュータの強さが理不尽で、障害物に隠れて撃ったり、マークIIの間接攻撃でのダメージを与える以外に勝利は難しい。なお、戦闘画面にはPのボールとTのパネルが落ちていて、Pを取るとHPが少しだけ回復、Tを取ると戦闘が終了する。
また、地上にはユニットを重ねると、パワーアップできるマークII用のパーツや、ダメージを回復させる補給基地、他に新たなユニットとして付け加える事が出来る野生ゾイドとがある。地形によって戦闘画面も変わる。
マークIIになると、最高3マス先の敵にミサイルによる間接攻撃が可能となり、更に通常攻撃時には、Bボタンで強化された火器も撃つことが出来る。
地殻変動システムという、ターンごとに地形が海になって、陸上ユニットが活動できない場所になってしまう場合があり、そうなると、再度地殻変動によって、陸地が現れるまで待つしかなくなり、飛行ユニットでないと、海上移動できない。
惑星Zi大異変直後の、多くのゾイド達が壊滅的なダメージを受けた世界が舞台のためか、その飛行ユニットも、海上を移動する際には微量とはいえ、HPを消費してしまう。
最終マップ16ではバトルクーガーで強制出撃してしまうために、暗黒軍側のエンディングはなく、暗黒軍を選んで全マップをクリアしても、最終的には共和国のエンディングになってしまう。
また、マップ16はシステムもリアル制にされてしまうため、迅速に行動しなければならない。

## 登場キャラクター
ゲーム登場ユニットの最大HPは64〜144。両軍に同じHPのゾイドを同じ数だけ揃えることで有利不利を抑えているが、飛行能力の有無によってある程度のハンデは発生している。
機体名の横の数字はHP。□は飛行ユニットを表す。
- ヘリック共和国
  - キングゴジュラス 144
  - マッドサンダー 138
  - ウルトラザウルス 133
  - オルディオス 120 □
  - サラマンダーF2 115 □
  - ゴジュラス 104
  - ガンブラスター 96
  - シールドライガー 88
  - ゴッドカイザー 64
  - キングライガー 85
  - バトルクーガー 64 □
  - ハウンドソルジャー 80
  - アロザウラー 64
  - ネプチューン 82
  - カノンフォート 72
  - ゴルヘックス 64

- ガイロス帝国
  - デスバーン 144 □
  - ギル・ベイダー 138 □
  - デスザウラー 133
  - ガン・ギャラド 120 □
  - アイアンコング 115
  - ダークホーン 104
  - デッド・ボーダー 96
  - グレートサーベル 88
  - ガルタイガー 85
  - ジークドーベル 80
  - マルダー 64
  - レドラー 64 □
  - ブラキオス 64
  - ヘルディガンナー 82
  - ブラックライモス 72
  - ディメトロドン 64

## 移植版
| No. | タイトル    | 発売日        | 対応機種 | 開発元 | 発売元       | メディア                              | 型式 | 備考 | 出典  |
| --- | ----------- | ------------- | -------- | ------ | ------------ | ------------------------------------- | ---- | ---- | ----- |
| 1   | ZOIDS黙示録 | 2009年1月13日 | Wii      | ノバ   | タカラトミー | ダウンロード （バーチャルコンソール） | -    |      | [ 3 ] |

## 評価
ゲーム誌『ファミコン通信』の「クロスレビュー」では合計23点（満40点）、『ファミリーコンピュータMagazine』の読者投票による「ゲーム通信簿」での評価は以下の通り、18.16点（満30点）となっている。
| 項目 | キャラクタ | 音楽 | 操作性 | 熱中度 | お買得度 | オリジナリティ | 総合  |
| 得点 | 3.04       | 2.83 | 3.00   | 3.08   | 3.06     | 3.15           | 18.16 |